# Paudits Béla
Paudits Béla (Budapest, 1949. augusztus 19. – Budapest, 2018. június 13.) Jászai Mari-díjas magyar színművész, énekes.

## Életpályája

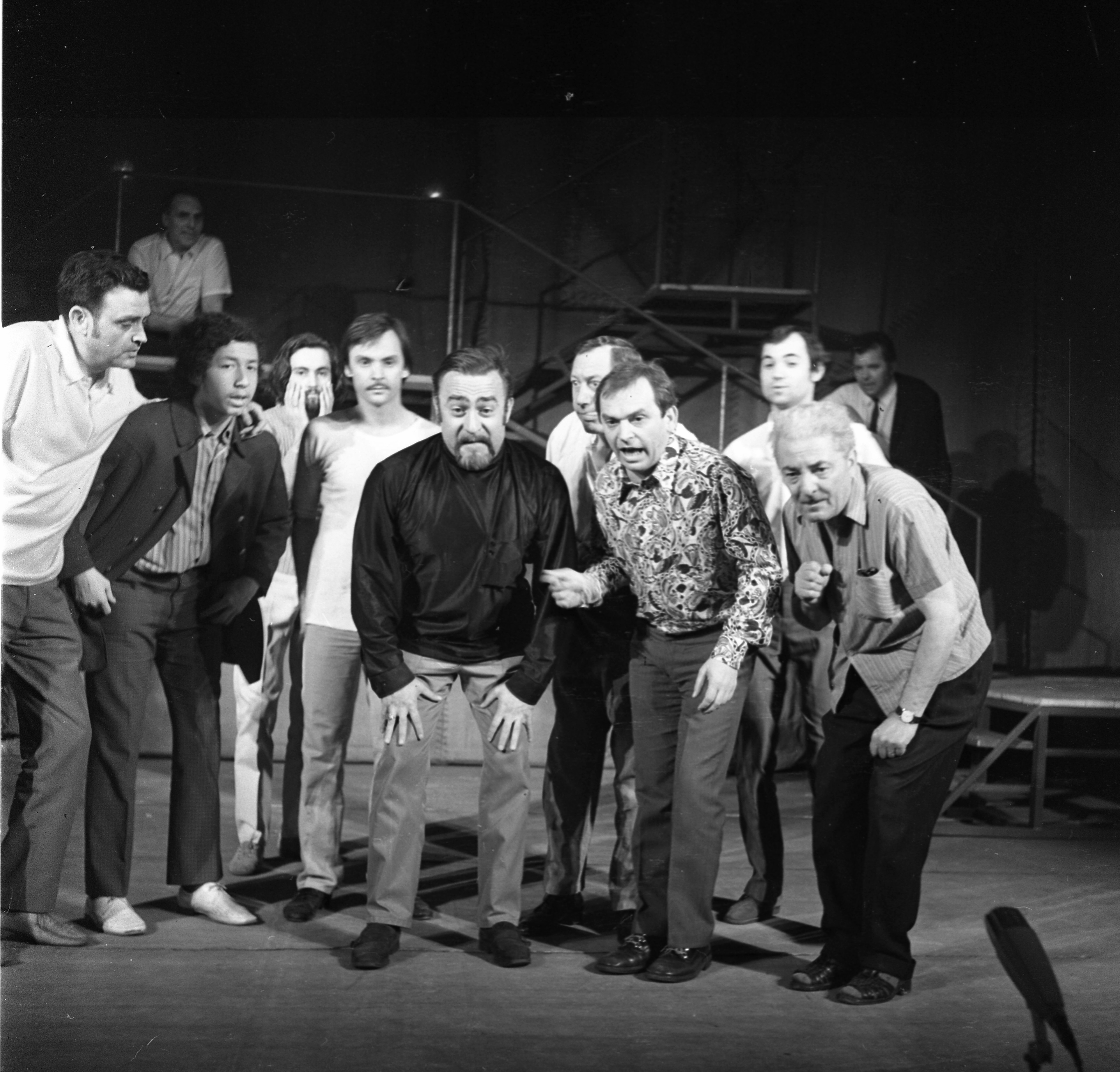
A Svejk a hátországban című darab próbája. Balra zakóban Márton András, mellette fehér pólóban Benkő Péter, középen Horváth Gyula, mellette tarka ingben Bodrogi Gyula, mögötte-jobbra fehér ingben Paudits Béla, a háttérben Turgonyi Pál és Láng József (József Attila Színház, Budapest, 1971)

1949-ben Budapesten született. Eredeti szakmája műbútorasztalos, intarziakészítő volt. 1971-ben végezte el a Színház- és Filmművészeti Főiskolát, majd a József Attila Színházhoz szerződött. 1974-től 1984-ig a Madách Színház tagja volt. Később öt éven keresztül szabadfoglalkozású színművészként és vendéglősként dolgozott. Éjszakai bárt bérelt, ahol kuplékat is énekelt. (Feleségével, Mózes Mária keramikussal közösen a Király utcai Hallo Bárt és rövid ideig a Fészek Klub vendéglátó részét működtették.) 1986-ban szerzett diplomát a Vendéglátóipari Főiskolán. 1989-től újra szerepelt a Madách Színházban. Munkássága elismeréseként 1993-ban Jászai Mari-díjat kapott. 1993–1997 között Torontóban élt, ahol kitanulta a gyémántcsiszolást. Önálló show-műsorai mellett rendezéssel is foglalkozott. Utolsó bemutatója 2004-ben volt. Utolsó éveiben komoly betegségekkel és anyagi problémákkal küzdött. 2018 júniusának elején stroke miatt kórházba került, pár nappal később június 13-án hunyt el a Szent János Kórházban.
Búcsúztatása 2018. június 28-án a Farkasréti temetőben szűk körben volt. A megemlékezésen jelen volt többek között: Szirtes Tamás, Dunai Tamás (klarinétozott), Hűvösvölgyi Ildikó és Lajsz András. Végső nyugalomra édesanyja mellé, Ozorán helyezték.
Feleségétől, Mózes Máriától elvált, miután lányukat (Emília) örökbefogadták.

## Fontosabb színpadi szerepei
- Bródy Sándor: A medikus... János
- Szophoklész: Oidipusz... II. Hírmondó
- Bertolt Brecht: Mahhagóni város tündöklése és bukása... Aranyásó
- Spiró György: Kálmárbéla... Kalmár Béla
- Brandon Thomas: Charley nénje... Charley
- Molnár Ferenc: Harmónia... Borbélysegéd
- Hubay Miklós–Vas–Ránki György: Egy szerelem három éjszakája - Károly
- Shakespeare: Hamlet... Osrick
- Shakespeare: Lóvátett lovagok... Longaville
- Gyárfás Miklós: Vadászat az erdészházban... Drapp
- Mitch Leigh – Dale Wassermann: La Mancha lovagja... Szerzetes
- Molière: A fösvény... Fecske
- T. S. Eliot – Andrew Lloyd Webber: Macskák... Quaxo
- Oscar Wilde: Bunbury... Algernon
- Andrew Lloyd Webber–Tim Rice: József és a szélesvásznú álomkabát... József
- John Kander – Fred Ebb – Joe Masteroff: Kabaré... Konferanszié

## Önálló estjei
- Az úgynevezett régi jó világban
- Paudits Paudium, avagy műfaja Paudits
- Voltál-e boldog már Pesten?

## Televíziós és filmszerepei
- Csak egy telefon (1970) – Katona Gábor
- Tisztújítók (1970)
- Az ajtó (1971) – Fiú
- Együtt (1971, rövid játékfilm)
- Végre, hétfő! (1971) – Pincér
- Budai Nagy Antal (1972) – Kolduló barát
- Casanova kontra Kékszakáll – 3. rész: A mérleg (1972, bábfilmsorozat) – Legény (hang)
- Gyilkosság a Maxime utcában (1972)
- Török Rezső: Nehéz ma férjhez menni (1972)
- Bizonyíték nincs (1973) – Jani
- Csoszogi, az öreg suszter (1973) – Pék
- Hasonmás (1973)
- Nehéz ma férjhez menni (1973)
- A medikus (1974) – János, a medikus
- Delila (1974) – Berényi
- Szép Ernő: Krémes (1974) – Latin Dénes
- Szarvassá vált fiúk (1974)
- Floris von Rosemund (1975)
- Giordano Bruno megkísértése (1975)
- Le a cipővel! 1-2. (1975) – Közértes
- A méla Tempefői (1976) – Iroványi
- Csongor és Tünde (1976) – Kurrah
- Hungária Kávéház (1976) – Pap (12. részben)
- Az oltáriszentség hintaja (1977)
- Esős nyár (1977)
- Ha a zenekar is úgy dolgozna (1977)
- Horváthné meghal (1977)
- Megtörtént bűnügyek 6-8. (1977) – Pásztor Béla
- Szilveszter (1977)
- A közös bűn (1978)
- A Zebegényiek (1978) – Jenő (Ferdinánd, a bika)
- Bodnárné (1978) – Szolgalegény
- Dániel (1978)
- Franciska (1978)
- Ha mi halottak feltámadunk (1978)
- Mire megvénülünk 1-6. (1978) – Henrik
- Disco-Disco (1979) – Plastic Bertrand
- Futrinka utca (1979, bábfilmsorozat) – Egerentyű Edgár (hang)
- Hol colt, hol nem colt (1980) – Cowboy
- Süsü, a sárkány kalandjai (1980-1984, bábfilmsorozat) – Torzonborz király kémje (3 részben) (hang)
- Vízipók-csodapók II. (1980, rajzfilmsorozat) – Cincér (hang)
- Csak semmi politika (1981)
- Ideiglenes paradicsom (1981) – Egy francia hadifogoly
- Tündér Lala (1981) – Citó
- Három szabólegények (1982) – Cérna
- Humorista a mennyországban (1982)
- Napos oldal (1983)
- Foltyn zeneszerző élete és munkássága (1983)
- Japán szalon (1983)
- Harminchárom névtelen levél (1985) – Kornél
- A Makropulosz-ügy (1988) – Albert Gregor
- Varjúdombi meleghozók (1988, papírkivágásos sorozat) – Sluga Pál (hang)
- Családi kör (1990)
- Az utolsó nyáron (1991)
- Nem válok el (1992)
- APEH – Mesék az adózásról (1998, rajzfilmsorozat) – Ádám (hang)
- Egérút (1999, rajz-játékfilm) – Csipisz (hang)
- Az utolsó blues (2001) – Szélvészgyors
- Hamvadó cigarettavég (2001)
- Bajor-show (2004)
- Sorstalanság (2005) – Tiltakozó férfi
- De kik azok a Lumnitzer nővérek? (2006) – A Vörös Róka tulajdonosa
- Régimódi történet (2006) – Alföldy (5. részben)

## Szinkronszerepei

### Filmek
| Év   | Cím                                  | Szereplő                  | Színész          | Szinkron év |
| ---- | ------------------------------------ | ------------------------- | ---------------- | ----------- |
| 1961 | A csóró                              | N/A                       | N/A              | 1989        |
| 1962 | Cléo 5-től 7-ig (1. magyar szinkron) | Maurice, a tolltartó      | Serge Korber     | 1973        |
| 1970 | Hogyan mondjam meg a gyermekemnek?   | Péter                     | N/A              | 1974        |
| 1971 | Előléptetés                          | Nielsen                   | Jørgen Buckhøj   | 1974        |
| 1974 | A kis herceg                         | A kígyó                   | Bob Fosse        | 1991        |
| 1980 | Éjszaka történt                      | Stepan Voronov, taxisofőr | Alekszej Zsarkov | 1982        |
| 1984 | Bonyodalmak egy bundás nő körül      | N/A                       | N/A              | 1989        |
| 1985 | Őrangyal az Orient Expresszen        | Chisholm                  | Patrick Malahide | 1988        |
| 1989 | Szellemirtók 2.                      | Dr. Janosz Poha           | Peter MacNicol   | 1989        |
| 2003 | Pofa be!                             | Visinet                   | Edgar Givry      | 2003        |

### Rajzfilmek
| Év   | Cím                                           | Szereplő                                         | Szinkronhang           | Szinkron év |
| ---- | --------------------------------------------- | ------------------------------------------------ | ---------------------- | ----------- |
| 1976 | Jamie és a csodalámpa I. (1. magyar szinkron) | Segíts Elek                                      | Brian Trueman          | 1979        |
| 1977 | Tapsi Hapsi – Húsvéti különkiadás             | Fekete szakállú Martin testvér (archív felvétel) | Mel Blanc              | 1986        |
| 1978 | Jamie és a csodalámpa II.                     | Segíts Elek                                      | Brian Trueman          | 1985        |
| 1981 | Alice Csodaországban                          | Kalapos                                          | Alekszandr Burmisztrov | 1984        |
| 1981 | Könyvek könyve I.                             | Kígyó                                            | N/A                    | 1992        |
| 1982 | Pimpa I.                                      | Pimpa kutya                                      | Roberta Paladini       | 1986        |
| 1985 | Mosómacik I.                                  | Boyd (4 részben)                                 | Len Carlson            | 1991        |
| 1986 | Rongybabák I. (2. magyar szinkron)            | Claude                                           | Neill Innes            | 1992        |

## Önálló tévéshow
- 1981. március 22., MTV1 21:40: Hölgyek, urak, lehet lehet! (30 perc)[23]
- 1983. december 31., MTV1 21:00: Pardon, hogy bocsánat (30 perc)[24]
- 1991. december 29., MTV2 20:25: Hallod, te ló! (55 perc)[25]

## Lemezei
- Paudits Show (1983)
- Paudits II – Hallod, te ló? (1997)
- Szélcsend (2000-es évek, kiadatlan)[26]

## Rendezése
- Kettecskén (Zsadon Andrea és Szolnoki Tibor estje - Fővárosi Operettszínház)

## Külső hivatkozások
- Öngyilkossági kísérletei, 2009